# Yasuhiro Toyoda
Yasuhiro Toyoda (豊田 泰広 Toyoda Yasuhiro?), född 2 maj 1976 i Oita prefektur, är en japansk före detta fotbollsspelare.
Toyoda började sin karriär 1999 i Omiya Ardija. Han avslutade karriären 1999.